# Mircea Krishan

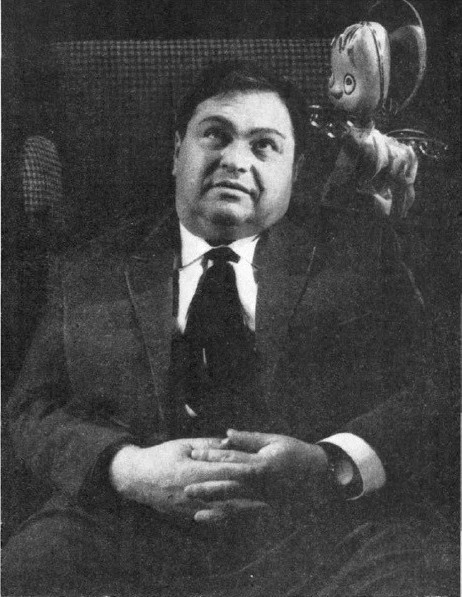
Mircea Krishan (1964)

Mircea Krishan (eigentlich Mircea Crișan, * 8. August 1924 in einem Eisenbahnwagen in Siebenbürgen; † 22. November 2013 in Düsseldorf) war ein rumänisch-deutscher Schauspieler.

## Leben
Krishan, bei der Geburt Mauriciu Kraus, war in Marmarosch geboren als Sohn eines deutsch-jüdischen Schaustellers und einer rumänischen Mutter. In einem Eisenbahnwagen geboren, reiste er als Kind mit seinen Eltern im Zirkuswagen herum. Im Alter von 19 Jahren bekam er einen Job als Wurstverkäufer und debütierte schon damals eher als Statist am Baraşeum-Theater, dem heutigen Staatlichen Jüdischen Theater, in der Show Lozul cel Mare (Der Grosse Preis) von Scholem Aleichem.
Später studierte er Dramatische Kunst mit Maria Filotti an der staatlichen Schauspielschule in Bukarest. In den 1950er und 1960er Jahren spielte er in mehreren rumänischen Filmkomödien und am Theater. Er wurde im damaligen Ostblock zu einem bekannten Star; Chruschtschow soll ihn zur Privatvorstellung nach Moskau bestellt haben.
Er nutzte sein zweites Gastspiel in der Music Hall Olympia in Paris, um sich 1968 in die Bundesrepublik Deutschland abzusetzen. Ab 1969 war er zunächst langjähriger Sketchpartner von Rudi Carrell, danach folgten elf Jahre mit Gisela Schlüter in Zwischenmahlzeit. Als Schauspieler war er in Fernsehserien wie Derrick, Polizeiruf 110 und Großstadtrevier zu sehen. Er spielte zwischen 1974 und 1987 auch in vier Episoden der Fernsehreihe Tatort. Zu seinen Filmen gehören Werner –  Beinhart!, Schtonk! sowie Wie im Himmel, der 2005 für den Oscar als bester ausländischer Film nominiert war.
Krishan spielte zwischen 1993 und 1997 sowie von 1999 bis 2006 bei den Störtebeker-Festspielen, 2006 war er mit Meister Eder und sein Pumuckl auf Theatertournee. 2007 erhielt er in Hermannstadt den Kulturpreis der rumänischen Theaterunion (UNITER). Er sprach Deutsch, Rumänisch, Russisch, Französisch, Englisch, Bulgarisch, Italienisch und Tschechisch und lebte im hessischen Maintal.
Er starb im November 2013 in Düsseldorf. Er wurde beerdigt auf dem Jüdischen Friedhof in Düsseldorf.

## Filmografie (Auswahl)
- 1963–1982: Zwischenmahlzeit
- 1969–1973: Rudi Carrell Show
- 1974: Am laufenden Band
- 1974: Tatort – 3:0 für Veigl
- 1976: Derrick (Fernsehserie, Folge: Tod des Trompeters)
- 1976: Tatort – Annoncen-Mord
- 1978: St. Pauli-Landungsbrücken (Fernsehserie, eine Folge)
- 1986: Tatort – Riedmüller, Vorname Sigi
- 1987: Tatort – Pension Tosca oder Die Sterne lügen nicht
- 1990: Werner – Beinhart!
- 1992: Schtonk!
- 1993: Die Männer vom K3
- 1998: Die Wache
- 2001: Polizeiruf 110 – Seestück mit Mädchen
- 2002: Großstadtrevier
- 2004: Wie im Himmel